# Cristina Branco (balonmanista)
Cristina Direito Branco, alias Branca, (Luanda, 15 de marzo de 1985) es una jugadora de balonmano angoleña del equipo Primeiro de Agosto y de la selección femenina de balonmano de Angola.

## Biografía
Cristina Branco juega en el club Primeiro de Agosto. y en la selección femenina de balonmano de Angola como portera. Participó en los Campeonatos Mundiales de Balonmano Femenino de 2011 y 2013 en Brasil y Serbia. Con el equipo de la selección de Angola compitió en los campeonatos del mundo a partir 2009 a 2011, 2013 , 2015 y 2017,con los mejores resultados en 8 lugar en 2011. Cristina Branco compitió además en los Juegos Olímpicos de Londres 2012, terminando en 10º lugar, más tarde en los Juegos Olímpicos  de Río de Janeiro 2016 con un 8º lugar. Fue la abanderada de la delegación angoleña durante la ceremonia de clausura de los Juegos Olímpicos de 2016. 

## Premios y reconocimientos

### En la selección nacional[5]
Juegos Olímpicos
- 10º lugar en los Juegos Olímpicos de 2012
- 8 º  lugar en los Juegos Olímpicos de 2016

Campeonatos del mundo
- 16 °  lugar en el Campeonato del Mundo de 2005 en Rusia
- 11 °  lugar en el Campeonato del Mundo de 2009 en China
- 16 º  lugar en el Campeonato Mundial de 2013 en Serbia
- 16 º  lugar en el Campeonato Mundial de 2015 en Dinamarca
- 19 °  puesto en el Campeonato del Mundo 2017 en Alemania

Campeonatos africanos
- Medalla de oro en el Campeonato Africano de 2012
- Medalla de oro en los Juegos Africanos de 2015